# 2025年5月中国大陆

## 5月20日
- 四川省宜宾市屏山县一纺织厂发生人为纵火案，犯罪嫌疑人文某（男，27岁）因个人心理问题，以工资纠纷为由在四川锦裕纺织有限公司车间纵火并刺伤一名财务人员。目前该嫌疑人已被警方控制。[1]

## 5月23日
- 5月23日，公安部等六部门公布《国家网络身份认证公共服务管理办法》，自2025年7月15日起施行。[2]

## 5月27日
- 当地时间5月27日11时57分许，中国山东省高密市友道化学公司厂房发生大爆炸。截至19时25分，事故已造成5人死亡、6人失联、19人轻伤。[3]

## 5月29日
- 5月29日1时31分，西昌卫星发射中心成功发射长征三号乙Y110运载火箭，将行星探测工程天问二号探测器发射升空。[4]